# Coenosia shumshuensis
Coenosia shumshuensis är en tvåvingeart som beskrevs av Shinonaga och Zhang 2000. Coenosia shumshuensis ingår i släktet Coenosia och familjen husflugor. Inga underarter finns listade i Catalogue of Life.